# Liste der Nummer-eins-Hits in Japan (2017)
Die Liste der japanischen Nummer-eins-Hits enthält die Daten vom 1. Januar 2017 bis zum 31. Dezember 2017. Die letzte Woche im Jahr fällt mit der ersten Woche des neuen Jahres zusammen. Angegeben sind die Verkaufszahlen der jeweiligen Nummer eins in ihrer Woche. Alle Angaben basieren auf den offiziellen japanischen Charts von Oricon.

## Singles
| ← 2016 ← | Liste der Nummer-eins-Hits in Japan | Liste der Nummer-eins-Hits in Japan                            | Liste der Nummer-eins-Hits in Japan                                  | 2018 → |
| \| Zeitraum \| Wo. ges. \| Interpret \| Titel Autor(en) \| Zusätzliche Informationen \| \| (Zeitraum, Wochen auf Platz eins, Interpret, Titel, Autor[en], zusätzliche Informationen) \| \| \| \| \| \| ----------------------------------------------------------------------------------------- \| -------- \| -------------------------------------------------------------- \| -------------------------------------------------------------------- \| ------------------------------------------------------------------------------------------------------------------------------------------------------- \| \| 26. Dezember 2016 – 1. Januar 2017 1 Woche \| 1 \| NMB48 \| Boku Igai no Dareka 僕以外の誰か \| – \| \| 2. Januar 2017 – 8. Januar 2017 1 Woche \| 1 \| Busaiku 舞祭組 \| Michishirube 道しるべ \| – \| \| 9. Januar 2017 – 15. Januar 2017 1 Woche \| 1 \| Mr. Children \| Hikari no Atelier ヒカリノアトリエ \| – \| \| 16. Januar 2017 – 22. Januar 2017 1 Woche \| 1 \| Daichi Miura 三浦大知 \| Excite \| Seit 2005 veröffentlicht Daichi Miura regelmäßig Singles und er hatte schon mehrere Top-10-Platzierungen. Excite ist seine erste Nummer-eins-Single.[1] \| \| 23. Januar 2017 – 29. Januar 2017 1 Woche \| 1 \| Kanjani8 関ジャニ∞ \| Nagurigaki Beat なぐりガキBEAT \| – \| \| 30. Januar 2017 – 5. Februar 2017 1 Woche \| 1 \| A.B.C-Z \| Reboot!!! \| – \| \| 6. Februar 2017 – 12. Februar 2017 1 Woche \| 1 \| News ニュース \| Emma \| – \| \| 13. Februar 2017 – 19. Februar 2017 1 Woche \| 1 \| HKT48 \| Bagutte Iijan バグっていいじゃん \| – \| \| 20. Februar 2017 – 26. Februar 2017 1 Woche \| 1 \| Hey! Say! Jump \| Over the Top \| – \| \| 27. Februar 2017 – 5. März 2017 1 Woche \| 1 \| Kis-My-Ft2 \| Inter (Tonight / Kimi no Iru Sekai / Seven Wishes) \| – \| \| 6. März 2017 – 12. März 2017 1 Woche \| 1 \| Sandaime J Soul Brothers from Exile Tribe \| Happy \| – \| \| 13. März 2017 – 19. März 2017 1 Woche \| 1 \| AKB48 \| Shoot Sign シュートサイン \| – \| \| 20. März 2017 – 26. März 2017 1 Woche \| 1 \| Nogizaka46 乃木坂46 \| Influencer インフルエンサー \| – \| \| 27. März 2017 – 2. April 2017 1 Woche \| 1 \| Sexy Zone \| Rock tha Town \| – \| \| 3. April 2017 – 9. April 2017 1 Woche \| 1 \| Keyakizaka46 欅坂46 \| Fukyōwaon 不協和音 \| – \| \| 10. April 2017 – 16. April 2017 1 Woche \| 1 \| NGT48 \| Seishun Dokei 青春時計 \| – \| \| 17. April 2017 – 23. April 2017 1 Woche \| 1 \| Arashi 嵐 \| I’ll Be There \| – \| \| 24. April 2017 – 30. April 2017 1 Woche \| 1 \| Bullet Train 超特急 \| Chou Never Give Up Dance 超ネバギバDANCE \| – \| \| 1. Mai 2017 – 7. Mai 2017 1 Woche \| 1 \| V6 \| Colors / Taiyo to Tsuki no Kodomotachi Colors / 太陽と月のこどもたち \| – \| \| 8. Mai 2017 – 14. Mai 2017 1 Woche \| 1 \| BTS 防弾少年団 \| Blood, Sweat, Tears 血、汗、涙 \| – \| \| 15. Mai 2017 – 21. Mai 2017 1 Woche \| 1 \| Kame to YamaP 亀と山P \| Senakagoshi no Chance 背中越しのチャンス \| – \| \| 22. Mai 2017 – 28. Mai 2017 1 Woche \| 1 \| The Idolmaster Cinderella Girls Little Stars \| Etude wa 1 Kyoku Dake エチュードは1曲だけ \| – \| \| 29. Mai 2017 – 4. Juni 2017 1 Woche \| 1 \| AKB48 \| Negaigoto no Mochigusare 願いごとの持ち腐れ \| – \| \| 5. Juni 2017 – 11. Juni 2017 1 Woche \| 1 \| Kis-My-Ft2 \| Pick It Up \| – \| \| 12. Juni 2016 – 18. Juni 2016 1 Woche \| 1 \| B’z \| Seimei / Still Alive 声明 / Still Alive \| – \| \| 19. Juni 2016 – 25. Juni 2016 1 Woche \| 1 \| Johnny’s West ジャニーズWEST \| Osaka☆AI・EYE・AI/Ya! Hot! Hot! おーさか☆愛・EYE・哀/Ya!Hot!Hot! \| – \| \| 26. Juni 2016 – 2. Juli 2016 1 Woche \| 1 \| Arashi 嵐 \| Tsunagu つなぐ \| – \| \| 3. Juli 2017 – 9. Juli 2017 1 Woche \| 1 \| Hey! Say! Jump (/ A.Y.T) \| Precious Girl / Are You There? \| – \| \| 10. Juli 2017 – 16. Juli 2017 1 Woche \| 1 \| Kinki Kids \| The Red Light \| – \| \| 17. Juli 2017 – 23. Juli 2017 1 Woche \| 1 \| SKE48 \| Igai ni Mango 意外にマンゴー \| – \| \| 24. Juli 2017 – 30. Juli 2017 1 Woche \| 1 \| Mr. Children \| Himawari \| – \| \| 31. Juli 2017 – 6. August 2017 1 Woche \| 1 \| HKT48 \| Kiss wa Matsu Shika Nainodeshoka? キスは待つしかないのでしょうか? \| – \| \| 7. August 2017 – 13. August 2017 1 Woche \| 1 \| Nogizaka46 乃木坂46 \| Nigemizu 逃げ水 \| – \| \| 14. August 2017 – 20. August 2017 1 Woche \| 1 \| Gen Hoshino 星野源 \| Family Song \| – \| \| 21. August 2017 – 27. August 2017 1 Woche \| 1 \| Flower \| Taiyo no Aitoka たいようの哀悼歌 \| – \| \| 28. August 2017 – 3. September 2017 1 Woche \| 1 \| AKB48 \| #sukinanda #好きなんだ \| – \| \| 4. September 2017 – 10. September 2017 1 Woche \| 1 \| Kanjani8 関ジャニ∞ \| Kiseki no hito 奇跡の人 \| – \| \| 11. September 2017 – 17. September 2017 1 Woche \| 1 \| Masaharu Fukuyama 福山雅治 \| Seiiki 聖域 \| – \| \| 18. September 2017 – 24. September 2017 1 Woche \| 1 \| Happiness \| Gold \| – \| \| 25. September 2017 – 1. Oktober 2017 1 Woche \| 1 \| Tokendanshi Formation of Mihotose 刀剣男士 formation of 三百年 \| Shorinogaika 勝利の凱歌 \| – \| \| 2. Oktober 2017 – 8. Oktober 2017 1 Woche \| 1 \| Sexy Zone \| Gyutto ぎゅっと \| – \| \| 9. Oktober 2017 – 15. Oktober 2017 1 Woche \| 1 \| Nogizaka46 乃木坂46 \| Itsuka Dekiru Kara Kyou Dekiru いつかできるから今日できる \| – \| \| 16. Oktober 2017 – 22. Oktober 2017 1 Woche \| 1 \| Twice \| One More Time \| – \| \| 23. Oktober 2017 – 5. November 2017 2 Wochen \| 2 \| Keyakizaka46 欅坂46 \| Kaze ni Fukaretemo 風に吹かれても \| – \| \| 6. November 2017 – 12. November 2017 1 Woche \| 1 \| Arashi 嵐 \| Doors (Yūki no Kiseki) Doors ～勇気の軌跡～ \| – \| \| 13. November 2017 – 19. November 2017 1 Woche \| 1 \| Kanjani8 関ジャニ∞ \| Oto Seyo 応答セヨ \| – \| \| 20. November 2017 – 26. November 2017 1 Woche \| 1 \| AKB48 \| 11gatsu no Anklet 11月のアンクレット \| – \| \| 27. November 2017 – 3. Dezember 2017 1 Woche \| 1 \| Kis-My-Ft2 \| Akai kajitsu 赤い果実 \| – \| \| 4. Dezember 2017 – 10. Dezember 2017 1 Woche \| 1 \| BTS 防弾少年団 \| MIC Drop / DNA / Crystal Snow \| – \| \| 11. Dezember 2017 – 17. Dezember 2017 1 Woche \| 1 \| Sandaime J Soul Brothers from Exile Tribe \| J. S. B. Happiness \| – \| \| 18. Dezember 2017 – 24. Dezember 2017 1 Woche \| 1 \| Hey! Say! Jump \| White Love \| – \| |                                     |                                                                |                                                                      | |
| ← 2016 |                                     |                                                                |                                                                      | → 2018 → |
| Zeitraum | Wo. ges.                            | Interpret                                                      | Titel Autor(en)                                                      | Zusätzliche Informationen |
| (Zeitraum, Wochen auf Platz eins, Interpret, Titel, Autor[en], zusätzliche Informationen) |                                     |                                                                |                                                                      | |
| 26. Dezember 2016 – 1. Januar 2017 1 Woche | 1                                   | NMB48                                                          | Boku Igai no Dareka 僕以外の誰か                                     | – |
| 2. Januar 2017 – 8. Januar 2017 1 Woche | 1                                   | Busaiku 舞祭組                                                 | Michishirube 道しるべ                                                | – |
| 9. Januar 2017 – 15. Januar 2017 1 Woche | 1                                   | Mr. Children                                                   | Hikari no Atelier ヒカリノアトリエ                                   | – |
| 16. Januar 2017 – 22. Januar 2017 1 Woche | 1                                   | Daichi Miura 三浦大知                                          | Excite                                                               | Seit 2005 veröffentlicht Daichi Miura regelmäßig Singles und er hatte schon mehrere Top-10-Platzierungen. Excite ist seine erste Nummer-eins-Single. |
| 23. Januar 2017 – 29. Januar 2017 1 Woche | 1                                   | Kanjani8 関ジャニ∞                                             | Nagurigaki Beat なぐりガキBEAT                                       | – |
| 30. Januar 2017 – 5. Februar 2017 1 Woche | 1                                   | A.B.C-Z                                                        | Reboot!!!                                                            | – |
| 6. Februar 2017 – 12. Februar 2017 1 Woche | 1                                   | News ニュース                                                  | Emma                                                                 | – |
| 13. Februar 2017 – 19. Februar 2017 1 Woche | 1                                   | HKT48                                                          | Bagutte Iijan バグっていいじゃん                                     | – |
| 20. Februar 2017 – 26. Februar 2017 1 Woche | 1                                   | Hey! Say! Jump                                                 | Over the Top                                                         | – |
| 27. Februar 2017 – 5. März 2017 1 Woche | 1                                   | Kis-My-Ft2                                                     | Inter (Tonight / Kimi no Iru Sekai / Seven Wishes)                   | – |
| 6. März 2017 – 12. März 2017 1 Woche | 1                                   | Sandaime J Soul Brothers from Exile Tribe                      | Happy                                                                | – |
| 13. März 2017 – 19. März 2017 1 Woche | 1                                   | AKB48                                                          | Shoot Sign シュートサイン                                            | – |
| 20. März 2017 – 26. März 2017 1 Woche | 1                                   | Nogizaka46 乃木坂46                                            | Influencer インフルエンサー                                          | – |
| 27. März 2017 – 2. April 2017 1 Woche | 1                                   | Sexy Zone                                                      | Rock tha Town                                                        | – |
| 3. April 2017 – 9. April 2017 1 Woche | 1                                   | Keyakizaka46 欅坂46                                            | Fukyōwaon 不協和音                                                   | – |
| 10. April 2017 – 16. April 2017 1 Woche | 1                                   | NGT48                                                          | Seishun Dokei 青春時計                                               | – |
| 17. April 2017 – 23. April 2017 1 Woche | 1                                   | Arashi 嵐                                                      | I’ll Be There                                                        | – |
| 24. April 2017 – 30. April 2017 1 Woche | 1                                   | Bullet Train 超特急                                            | Chou Never Give Up Dance 超ネバギバDANCE                             | – |
| 1. Mai 2017 – 7. Mai 2017 1 Woche | 1                                   | V6                                                             | Colors / Taiyo to Tsuki no Kodomotachi Colors / 太陽と月のこどもたち | – |
| 8. Mai 2017 – 14. Mai 2017 1 Woche | 1                                   | BTS 防弾少年団                                                 | Blood, Sweat, Tears 血、汗、涙                                       | – |
| 15. Mai 2017 – 21. Mai 2017 1 Woche | 1                                   | Kame to YamaP 亀と山P                                          | Senakagoshi no Chance 背中越しのチャンス                             | – |
| 22. Mai 2017 – 28. Mai 2017 1 Woche | 1                                   | The Idolmaster Cinderella Girls Little Stars                   | Etude wa 1 Kyoku Dake エチュードは1曲だけ                            | – |
| 29. Mai 2017 – 4. Juni 2017 1 Woche | 1                                   | AKB48                                                          | Negaigoto no Mochigusare 願いごとの持ち腐れ                          | – |
| 5. Juni 2017 – 11. Juni 2017 1 Woche | 1                                   | Kis-My-Ft2                                                     | Pick It Up                                                           | – |
| 12. Juni 2016 – 18. Juni 2016 1 Woche | 1                                   | B’z                                                            | Seimei / Still Alive 声明 / Still Alive                              | – |
| 19. Juni 2016 – 25. Juni 2016 1 Woche | 1                                   | Johnny’s West ジャニーズWEST                                   | Osaka☆AI・EYE・AI/Ya! Hot! Hot! おーさか☆愛・EYE・哀/Ya!Hot!Hot!     | – |
| 26. Juni 2016 – 2. Juli 2016 1 Woche | 1                                   | Arashi 嵐                                                      | Tsunagu つなぐ                                                       | – |
| 3. Juli 2017 – 9. Juli 2017 1 Woche | 1                                   | Hey! Say! Jump (/ A.Y.T)                                       | Precious Girl / Are You There?                                       | – |
| 10. Juli 2017 – 16. Juli 2017 1 Woche | 1                                   | Kinki Kids                                                     | The Red Light                                                        | – |
| 17. Juli 2017 – 23. Juli 2017 1 Woche | 1                                   | SKE48                                                          | Igai ni Mango 意外にマンゴー                                         | – |
| 24. Juli 2017 – 30. Juli 2017 1 Woche | 1                                   | Mr. Children                                                   | Himawari                                                             | – |
| 31. Juli 2017 – 6. August 2017 1 Woche | 1                                   | HKT48                                                          | Kiss wa Matsu Shika Nainodeshoka? キスは待つしかないのでしょうか?    | – |
| 7. August 2017 – 13. August 2017 1 Woche | 1                                   | Nogizaka46 乃木坂46                                            | Nigemizu 逃げ水                                                      | – |
| 14. August 2017 – 20. August 2017 1 Woche | 1                                   | Gen Hoshino 星野源                                             | Family Song                                                          | – |
| 21. August 2017 – 27. August 2017 1 Woche | 1                                   | Flower                                                         | Taiyo no Aitoka たいようの哀悼歌                                     | – |
| 28. August 2017 – 3. September 2017 1 Woche | 1                                   | AKB48                                                          | #sukinanda #好きなんだ                                               | – |
| 4. September 2017 – 10. September 2017 1 Woche | 1                                   | Kanjani8 関ジャニ∞                                             | Kiseki no hito 奇跡の人                                              | – |
| 11. September 2017 – 17. September 2017 1 Woche | 1                                   | Masaharu Fukuyama 福山雅治                                     | Seiiki 聖域                                                          | – |
| 18. September 2017 – 24. September 2017 1 Woche | 1                                   | Happiness                                                      | Gold                                                                 | – |
| 25. September 2017 – 1. Oktober 2017 1 Woche | 1                                   | Tokendanshi Formation of Mihotose 刀剣男士 formation of 三百年 | Shorinogaika 勝利の凱歌                                              | – |
| 2. Oktober 2017 – 8. Oktober 2017 1 Woche | 1                                   | Sexy Zone                                                      | Gyutto ぎゅっと                                                      | – |
| 9. Oktober 2017 – 15. Oktober 2017 1 Woche | 1                                   | Nogizaka46 乃木坂46                                            | Itsuka Dekiru Kara Kyou Dekiru いつかできるから今日できる            | – |
| 16. Oktober 2017 – 22. Oktober 2017 1 Woche | 1                                   | Twice                                                          | One More Time                                                        | – |
| 23. Oktober 2017 – 5. November 2017 2 Wochen | 2                                   | Keyakizaka46 欅坂46                                            | Kaze ni Fukaretemo 風に吹かれても                                    | – |
| 6. November 2017 – 12. November 2017 1 Woche | 1                                   | Arashi 嵐                                                      | Doors (Yūki no Kiseki) Doors ～勇気の軌跡～                          | – |
| 13. November 2017 – 19. November 2017 1 Woche | 1                                   | Kanjani8 関ジャニ∞                                             | Oto Seyo 応答セヨ                                                    | – |
| 20. November 2017 – 26. November 2017 1 Woche | 1                                   | AKB48                                                          | 11gatsu no Anklet 11月のアンクレット                                 | – |
| 27. November 2017 – 3. Dezember 2017 1 Woche | 1                                   | Kis-My-Ft2                                                     | Akai kajitsu 赤い果実                                                | – |
| 4. Dezember 2017 – 10. Dezember 2017 1 Woche | 1                                   | BTS 防弾少年団                                                 | MIC Drop / DNA / Crystal Snow                                        | – |
| 11. Dezember 2017 – 17. Dezember 2017 1 Woche | 1                                   | Sandaime J Soul Brothers from Exile Tribe                      | J. S. B. Happiness                                                   | – |
| 18. Dezember 2017 – 24. Dezember 2017 1 Woche | 1                                   | Hey! Say! Jump                                                 | White Love                                                           | – |

## Alben
| ← 2016 ← | Liste der Nummer-eins-Hits in Japan | Liste der Nummer-eins-Hits in Japan       | Liste der Nummer-eins-Hits in Japan                                    | 2018 → |
| \| Zeitraum \| Wo. ges. \| Interpret \| Titel \| Zusätzliche Informationen \| \| (Zeitraum, Wochen auf Platz eins, Interpret, Titel, zusätzliche Informationen) \| \| \| \| \| \| ------------------------------------------------------------------------------ \| -------- \| ----------------------------------------- \| ---------------------------------------------------------------------- \| ------------------------------------------------------------------------------------------------------------------------------------------------------------------------------------------------------------------------------------------------------------------------------------------------------------------------------------------------------------------------------------------------------------------------------------------------------------------------------------------------------------ \| \| 19. Dezember 2016 – 1. Januar 2017 2 Wochen \| 2 \| SMAP \| SMAP – 25 Years \| – \| \| 2. Januar 2017 – 8. Januar 2017 1 Woche \| 1 \| Kinki Kids \| Ballad Selection \| – \| \| 9. Januar 2017 – 15. Januar 2017 1 Woche \| 1 \| One Ok Rock \| Ambitions \| – \| \| 16. Januar 2017 – 22. Januar 2017 1 Woche \| 1 \| E-Girls \| E. G. Crazy \| – \| \| 23. Januar 2017 – 29. Januar 2017 1 Woche \| 1 \| AKB48 \| Thumbnail サムネイル \| – \| \| 30. Januar 2017 – 5. Februar 2017 1 Woche \| 1 \| Greeeen \| All Singleeees & New Beginning \| – \| \| 6. Februar 2017 – 12. Februar 2017 1 Woche \| 1 \| Kyuhyun \| One Voice \| – \| \| 13. Februar 2017 – 19. Februar 2017 1 Woche \| 1 \| Bigbang \| Made \| – \| \| 20. Februar 2017 – 26. Februar 2017 1 Woche \| 1 \| AAA \| Way of Glory \| – \| \| 27. Februar 2017 – 5. März 2017 1 Woche \| 1 \| Exile the Second \| Born to Be Wild \| – \| \| 6. März 2017 – 12. März 2017 1 Woche \| 1 \| Kumi Kōda 倖田 來未 \| W Face: Outside \| Das Album W Face wurde in zwei Teilen veröffentlicht: Outside belegte Platz 1 und Inside dahinter Platz 2. Mit diesen zwei Studioalben die hintereinander die höchsten Platzierungen in Folge einnehmen konnten, wurde an einen Rekord angeknüpft, denn zum Zeitpunkt der Veröffentlichung vor 47 Jahren schaffte man es erstmals zwei Studioalben einer Solokünstlerin an die höchsten Plätze der Oricon-Charts zu platzieren, bis Kumi mit ihrem W-Face-Projekt die gleichen Platzierungen belegen konnte. \| \| 13. März 2017 – 19. März 2017 1 Woche \| 1 \| Yuki \| Mabataki まばたき \| – \| \| 20. März 2017 – 26. März 2017 1 Woche \| 1 \| News \| Neverland \| – \| \| 27. März 2017 – 2. April 2017 1 Woche \| 1 \| Sandaime J Soul Brothers from Exile Tribe \| The JSB World \| – \| \| 3. April 2017 – 9. April 2017 1 Woche \| 1 \| Superfly \| Love, Peace & Fire \| – \| \| 10. April 2017 – 16. April 2017 1 Woche \| 1 \| D-Lite \| D-Day \| – \| \| 17. April 2017 – 23. April 2017 1 Woche \| 1 \| Koichi Domoto 堂本光一 \| Endless Shock – Original Soundtrack 2 \| – \| \| 24. April 2017 – 30. April 2017 1 Woche (insgesamt 2) \| 2 \| Yuzu ゆず \| Yuzu Iroha ゆずイロハ 1997-2017 \| – \| \| 1. Mai 2017 – 7. Mai 2017 1 Woche \| 1 \| Kis-My-Ft2 \| Music Colosseum \| – \| \| 8. Mai 2017 – 14. Mai 2017 1 Woche (insgesamt 2) \| 2 \| Yuzu ゆず \| Yuzu Iroha ゆずイロハ 1997-2017 \| – \| \| 15. Mai 2017 – 21. Mai 2017 1 Woche \| 1 \| The Yellow Monkey \| The Yellow Monkey Is Here – New Best \| – \| \| 22. Mai 2017 – 28. Mai 2017 1 Woche \| 1 \| Nogizaka46 乃木坂46 \| Umaretekara Hajimete Mita Yume 生まれてから初めて見た夢 \| – \| \| 29. Mai 2017 – 4. Juni 2017 1 Woche \| 1 \| Shiritsu Ebisu Chūgaku 私立恵比寿中学 \| Ebi Cracy エビクラシー \| – \| \| 5. Juni 2017 – 11. Juni 2017 1 Woche \| 1 \| Kemono Friends けものフレンズ \| Japari Cafe (TV-Soundtrack) \| – \| \| 12. Juni 2017 – 18. Juni 2017 1 Woche \| 1 \| Hata Motohiro 秦基博 \| All Time Best \| – \| \| 19. Juni 2017 – 25. Juni 2017 1 Woche \| 1 \| Acid Black Cherry \| Acid Blood Cherry \| – \| \| 26. Juni 2017 – 2. Juli 2017 1 Woche \| 1 \| Kanjani8 関ジャニ∞ \| Jam ジャム \| – \| \| 3. Juli 2017 – 9. Juli 2017 1 Woche \| 1 \| Spitz スピッツ \| Cycle Hit 1991–2017: Complete Single Collection – 30th Anniversary Box \| – \| \| 10. Juli 2017 – 16. Juli 2017 1 Woche \| 1 \| Glay \| Summerdelics \| – \| \| 17. Juli 2017 – 23. Juli 2017 1 Woche \| 1 \| Keyakizaka46 欅坂46 \| Masshiro na Mono wa Yogoshitaku naru 真っ白なものは汚したくなる \| – \| \| 24. Juli 2017 – 30. Juli 2017 1 Woche \| 1 \| Hey! Say! Jump \| Hey! Say! Jump 2007-2017 I/O \| – \| \| 31. Juli 2017 – 6. August 2017 1 Woche \| 1 \| NMB48 \| Namba Ai - Ima, Omou Koto 難波愛～今、思うこと～ \| – \| \| 7. August 2017 – 13. August 2017 1 Woche \| 1 \| V6 \| The Ones \| – \| \| 14. August 2017 – 20. August 2017 1 Woche \| 1 \| E-girls \| E. G. Crazy \| – \| \| 21. August 2017 – 27. August 2017 1 Woche (insgesamt 2) \| 2 \| Keisuke Kuwata 桑田佳祐 \| Garakuta がらくた \| – \| \| 28. August 2017 – 3. September 2017 1 Woche \| 1 \| Blackpink \| Blackpink \| – \| \| 4. September 2017 – 10. September 2017 1 Woche \| 1 \| Shogo Hamada & the J. S. Inspirations \| The Moonlight Cats Radio Show Vol. 1 \| – \| \| 11. September 2017 – 17. September 2017 1 Woche (insgesamt 2) \| 2 \| Keisuke Kuwata 桑田佳祐 \| Garakuta がらくた \| – \| \| 18. September 2017 – 24. September 2017 1 Woche \| 1 \| Trigger \| Regality \| – \| \| 25. September 2017 – 1. Oktober 2017 1 Woche \| 1 \| BTS \| Love Yourself 承 ‘Her’: 5th Mini Album \| – \| \| 2. Oktober 2017 – 8. Oktober 2017 1 Woche \| 1 \| Hi-Standard \| The Gift \| – \| \| 9. Oktober 2017 – 15. Oktober 2017 1 Woche \| 1 \| Dreams Come True \| The Dream Quest \| – \| \| 16. Oktober 2017 – 22. Oktober 2017 1 Woche \| 1 \| Arashi 嵐 \| Untitled \| – \| \| 23. Oktober 2017 – 29. Oktober 2017 1 Woche \| 1 \| TVXQ 東方神起 \| Fine Collection – Begin Again \| – \| \| 30. Oktober 2017 – 5. November 2017 1 Woche \| 1 \| Kenshi Yonezu 米津玄師 \| Bootleg \| – \| \| 6. November 2017 – 26. November 2017 3 Wochen \| 3 \| Namie Amuro 安室奈美恵 \| Finally \| Mit mehr als 1.113.000 verkauften Einheiten in der ersten Verkaufswoche, ist dieses Kompilationsalbum das erste Album seit fast 14 Jahren, das sich in einer Woche mehr als eine Million Mal in Japan verkaufen konnte.[2] \| \| 27. November 2017 – 3. Dezember 2017 1 Woche \| 1 \| B’z \| Dinosaur \| – \| \| 4. Dezember 2017 – 10. Dezember 2017 1 Woche \| 1 \| Kinki Kids \| The Best \| – \| \| 11. Dezember 2017 – 17. Dezember 2017 1 Woche \| 1 \| Busaiku 舞祭組 \| Busaiku no, Wa! 舞祭組の、わっ! \| – \| \| 18. Dezember 2017 – 24. Dezember 2017 1 Woche \| 1 \| Boys and Men \| Tomo arite … 友ありて・・ \| – \| |                                     |                                           |                                                                        | |
| ← 2016 |                                     |                                           |                                                                        | → 2018 → |
| Zeitraum | Wo. ges.                            | Interpret                                 | Titel                                                                  | Zusätzliche Informationen |
| (Zeitraum, Wochen auf Platz eins, Interpret, Titel, zusätzliche Informationen) |                                     |                                           |                                                                        | |
| 19. Dezember 2016 – 1. Januar 2017 2 Wochen | 2                                   | SMAP                                      | SMAP – 25 Years                                                        | – |
| 2. Januar 2017 – 8. Januar 2017 1 Woche | 1                                   | Kinki Kids                                | Ballad Selection                                                       | – |
| 9. Januar 2017 – 15. Januar 2017 1 Woche | 1                                   | One Ok Rock                               | Ambitions                                                              | – |
| 16. Januar 2017 – 22. Januar 2017 1 Woche | 1                                   | E-Girls                                   | E. G. Crazy                                                            | – |
| 23. Januar 2017 – 29. Januar 2017 1 Woche | 1                                   | AKB48                                     | Thumbnail サムネイル                                                   | – |
| 30. Januar 2017 – 5. Februar 2017 1 Woche | 1                                   | Greeeen                                   | All Singleeees & New Beginning                                         | – |
| 6. Februar 2017 – 12. Februar 2017 1 Woche | 1                                   | Kyuhyun                                   | One Voice                                                              | – |
| 13. Februar 2017 – 19. Februar 2017 1 Woche | 1                                   | Bigbang                                   | Made                                                                   | – |
| 20. Februar 2017 – 26. Februar 2017 1 Woche | 1                                   | AAA                                       | Way of Glory                                                           | – |
| 27. Februar 2017 – 5. März 2017 1 Woche | 1                                   | Exile the Second                          | Born to Be Wild                                                        | – |
| 6. März 2017 – 12. März 2017 1 Woche | 1                                   | Kumi Kōda 倖田 來未                       | W Face: Outside                                                        | Das Album W Face wurde in zwei Teilen veröffentlicht: Outside belegte Platz 1 und Inside dahinter Platz 2. Mit diesen zwei Studioalben die hintereinander die höchsten Platzierungen in Folge einnehmen konnten, wurde an einen Rekord angeknüpft, denn zum Zeitpunkt der Veröffentlichung vor 47 Jahren schaffte man es erstmals zwei Studioalben einer Solokünstlerin an die höchsten Plätze der Oricon-Charts zu platzieren, bis Kumi mit ihrem W-Face-Projekt die gleichen Platzierungen belegen konnte. |
| 13. März 2017 – 19. März 2017 1 Woche | 1                                   | Yuki                                      | Mabataki まばたき                                                      | – |
| 20. März 2017 – 26. März 2017 1 Woche | 1                                   | News                                      | Neverland                                                              | – |
| 27. März 2017 – 2. April 2017 1 Woche | 1                                   | Sandaime J Soul Brothers from Exile Tribe | The JSB World                                                          | – |
| 3. April 2017 – 9. April 2017 1 Woche | 1                                   | Superfly                                  | Love, Peace & Fire                                                     | – |
| 10. April 2017 – 16. April 2017 1 Woche | 1                                   | D-Lite                                    | D-Day                                                                  | – |
| 17. April 2017 – 23. April 2017 1 Woche | 1                                   | Koichi Domoto 堂本光一                    | Endless Shock – Original Soundtrack 2                                  | – |
| 24. April 2017 – 30. April 2017 1 Woche (insgesamt 2) | 2                                   | Yuzu ゆず                                 | Yuzu Iroha ゆずイロハ 1997-2017                                        | – |
| 1. Mai 2017 – 7. Mai 2017 1 Woche | 1                                   | Kis-My-Ft2                                | Music Colosseum                                                        | – |
| 8. Mai 2017 – 14. Mai 2017 1 Woche (insgesamt 2) | 2                                   | Yuzu ゆず                                 | Yuzu Iroha ゆずイロハ 1997-2017                                        | – |
| 15. Mai 2017 – 21. Mai 2017 1 Woche | 1                                   | The Yellow Monkey                         | The Yellow Monkey Is Here – New Best                                   | – |
| 22. Mai 2017 – 28. Mai 2017 1 Woche | 1                                   | Nogizaka46 乃木坂46                       | Umaretekara Hajimete Mita Yume 生まれてから初めて見た夢                | – |
| 29. Mai 2017 – 4. Juni 2017 1 Woche | 1                                   | Shiritsu Ebisu Chūgaku 私立恵比寿中学     | Ebi Cracy エビクラシー                                                 | – |
| 5. Juni 2017 – 11. Juni 2017 1 Woche | 1                                   | Kemono Friends けものフレンズ             | Japari Cafe (TV-Soundtrack)                                            | – |
| 12. Juni 2017 – 18. Juni 2017 1 Woche | 1                                   | Hata Motohiro 秦基博                      | All Time Best                                                          | – |
| 19. Juni 2017 – 25. Juni 2017 1 Woche | 1                                   | Acid Black Cherry                         | Acid Blood Cherry                                                      | – |
| 26. Juni 2017 – 2. Juli 2017 1 Woche | 1                                   | Kanjani8 関ジャニ∞                        | Jam ジャム                                                             | – |
| 3. Juli 2017 – 9. Juli 2017 1 Woche | 1                                   | Spitz スピッツ                            | Cycle Hit 1991–2017: Complete Single Collection – 30th Anniversary Box | – |
| 10. Juli 2017 – 16. Juli 2017 1 Woche | 1                                   | Glay                                      | Summerdelics                                                           | – |
| 17. Juli 2017 – 23. Juli 2017 1 Woche | 1                                   | Keyakizaka46 欅坂46                       | Masshiro na Mono wa Yogoshitaku naru 真っ白なものは汚したくなる        | – |
| 24. Juli 2017 – 30. Juli 2017 1 Woche | 1                                   | Hey! Say! Jump                            | Hey! Say! Jump 2007-2017 I/O                                           | – |
| 31. Juli 2017 – 6. August 2017 1 Woche | 1                                   | NMB48                                     | Namba Ai - Ima, Omou Koto 難波愛～今、思うこと～                       | – |
| 7. August 2017 – 13. August 2017 1 Woche | 1                                   | V6                                        | The Ones                                                               | – |
| 14. August 2017 – 20. August 2017 1 Woche | 1                                   | E-girls                                   | E. G. Crazy                                                            | – |
| 21. August 2017 – 27. August 2017 1 Woche (insgesamt 2) | 2                                   | Keisuke Kuwata 桑田佳祐                   | Garakuta がらくた                                                      | – |
| 28. August 2017 – 3. September 2017 1 Woche | 1                                   | Blackpink                                 | Blackpink                                                              | – |
| 4. September 2017 – 10. September 2017 1 Woche | 1                                   | Shogo Hamada & the J. S. Inspirations     | The Moonlight Cats Radio Show Vol. 1                                   | – |
| 11. September 2017 – 17. September 2017 1 Woche (insgesamt 2) | 2                                   | Keisuke Kuwata 桑田佳祐                   | Garakuta がらくた                                                      | – |
| 18. September 2017 – 24. September 2017 1 Woche | 1                                   | Trigger                                   | Regality                                                               | – |
| 25. September 2017 – 1. Oktober 2017 1 Woche | 1                                   | BTS                                       | Love Yourself 承 ‘Her’: 5th Mini Album                                 | – |
| 2. Oktober 2017 – 8. Oktober 2017 1 Woche | 1                                   | Hi-Standard                               | The Gift                                                               | – |
| 9. Oktober 2017 – 15. Oktober 2017 1 Woche | 1                                   | Dreams Come True                          | The Dream Quest                                                        | – |
| 16. Oktober 2017 – 22. Oktober 2017 1 Woche | 1                                   | Arashi 嵐                                 | Untitled                                                               | – |
| 23. Oktober 2017 – 29. Oktober 2017 1 Woche | 1                                   | TVXQ 東方神起                             | Fine Collection – Begin Again                                          | – |
| 30. Oktober 2017 – 5. November 2017 1 Woche | 1                                   | Kenshi Yonezu 米津玄師                    | Bootleg                                                                | – |
| 6. November 2017 – 26. November 2017 3 Wochen | 3                                   | Namie Amuro 安室奈美恵                    | Finally                                                                | Mit mehr als 1.113.000 verkauften Einheiten in der ersten Verkaufswoche, ist dieses Kompilationsalbum das erste Album seit fast 14 Jahren, das sich in einer Woche mehr als eine Million Mal in Japan verkaufen konnte. |
| 27. November 2017 – 3. Dezember 2017 1 Woche | 1                                   | B’z                                       | Dinosaur                                                               | – |
| 4. Dezember 2017 – 10. Dezember 2017 1 Woche | 1                                   | Kinki Kids                                | The Best                                                               | – |
| 11. Dezember 2017 – 17. Dezember 2017 1 Woche | 1                                   | Busaiku 舞祭組                            | Busaiku no, Wa! 舞祭組の、わっ!                                        | – |
| 18. Dezember 2017 – 24. Dezember 2017 1 Woche | 1                                   | Boys and Men                              | Tomo arite … 友ありて・・                                              | – |